# Anthidium cochimi
Anthidium cochimi är en biart som beskrevs av Roy R. Snelling 1992. Anthidium cochimi ingår i släktet ullbin, och familjen buksamlarbin. Inga underarter finns listade i Catalogue of Life.